# Musikjahr 1717
Liste der Musikjahre

◄◄ | ◄ | 1713 | 1714 | 1715 | 1716 | Musikjahr 1717 | 1718 | 1719 | 1720 | 1721 | ► | ►►

Weitere Ereignisse
Dieser Artikel behandelt das Musikjahr 1717.

## Ereignisse

### Johann Sebastian Bach
- Johann Sebastian Bach ist in Weimar bis Anfang Dezember als Hoforganist und Kammermusiker am Hof von Herzog Wilhelm Ernst tätig.
- Während seiner Amtszeit in Weimar in den Jahren 1712 bis 1717 komponiert Johann Sebastian Bach eine Sammlung choralgebundener Orgelstücke (Choralvorspiele), bekannt als das Orgelbüchlein (BWV 599–644).
- Aufgrund seines ausgezeichneten Rufs als Orgelgutachter wird Bach zur Begutachtung der Orgel in der Leipziger Paulinerkirche (Scheibe-Orgel) hinzugezogen.
- 05. August: Nachdem der bisherige Hofkapellmeister Augustin Reinhard Stricker seinen Posten in Köthen verlassen hat, unterschreibt Bach den Vertrag als dessen Amtsnachfolger, ohne jedoch vorher um seine Entlassung in Weimar gebeten zu haben. Er nimmt bei der Unterzeichnung des Vertrages eine Gebühr von 50 Talern entgegen. Insgesamt liegt sein Jahreseinkommen in der Funktion des Kapellmeisters bei 400 Talern. Hinzu kommt ein Mietzuschuss von zwölf Talern.
- 07. August: Bach wird in Köthen zum Kapellmeister und Director derer Cammer-Musiquen ernannt.
- 06. November: Als Bach in Weimar nachträglich um seine Entlassung bittet, erhält er seine Demission nicht, sondern wird wegen seiner „Halßstarrigen Bezeugung“ in der Landrichterstube in Haft genommen.
- 02. Dezember: Bach wird aus der Haft und in Ungnade aus dem Weimarer Dienstverhältnis entlassen.

### Georg Friedrich Händel
- Georg Friedrich Händel, der seit Oktober 1712 in London lebt und 1716 mit König Georg I. nach Deutschland reist, kehrt spätestens im Sommer nach Großbritannien zurück.
- Nach seiner Rückkehr tritt er im Sommer als Hauskomponist in die Dienste des Earl of Carnarvon, des späteren Duke of Chandos. Hier versammelt sich ein progressiver Literatenkreis, dem auch John Gay und Alexander Pope angehören. Händels Werke, die er für die Herzogsresidenz Cannons in Edgware komponiert, werden die elf Chandos Anthems sowie die erste Fassung von Esther und die völlig neue englische Fassung von Acis and Galatea (Text: John Gay) umfassen. In Cannons vollendet Händel wahrscheinlich auch die 1720 im Selbstverlag veröffentlichten Suites de Pièces pour le Clavecin (1. Sammlung), die unter anderem die bekannten Variationen enthalten, denen man später den Namen The Harmonious Blacksmith („Der harmonische Grobschmied“) geben wird. Außerdem beginnt er während seines Aufenthalts mit der Komposition des Chandos Te Deum.
- 17. Juli: Auf einer Lustfahrt des britischen Königs Georg I. auf der Themse wird die zweite Suite der Wassermusik (Water Musick, HWV 348, 349 und 350) von Georg Friedrich Händel erstmals aufgeführt, die er im Auftrag des Königs komponiert hatte. Der König ist von der Musik so begeistert, dass er einige Teile mehrfach spielen lässt. Die Aufführung der beiden anderen Suiten lässt sich nicht genau datieren.

### Alessandro Scarlatti
- Alessandro Scarlatti, der in Neapel als Kapellmeister der Cappella Reale tätig war, hält sich ab dem Jahr 1717 (bis 1722) überwiegend in Rom auf. Hier wird er die Reihe seiner Opern mit mehreren Werken für das Teatro Capranica abschließen.

### Domenico Scarlatti
- Domenico Scarlatti ist in Rom seit 1709 bei der im Exil lebenden und im Palazzo Zuccari wohnenden polnischen Königin Maria Casimira Sobieska angestellt, für deren Privatbühne er im Laufe der Jahre sechs Opern, sowie mindestens eine Kantate und ein Oratorium komponiert.
- Seit 1713 ist Scarlatti außerdem maestro di capella an der Capella Giulia des Vatikans.
- 28. Januar: In einem merkwürdigen Dokument lässt sich Domenico Scarlatti offiziell Unabhängigkeit von seinem Vater Alessandro Scarlatti zusichern, der anscheinend allzu dominant seine Karriere und sein Leben steuern will.

### Georg Philipp Telemann
- Georg Philipp Telemann ist städtischer Musikdirektor und Kapellmeister der Barfüßer- und Katharinenkirche in Frankfurt am Main. Telemann übernimmt zusätzlich die Organisation der wöchentlich stattfindenden Konzerte sowie verschiedene Verwaltungsaufgaben der vornehmen Stubengesellschaft Zum Frauenstein im Haus Braunfels auf dem Liebfrauenberg, wo er selbst auch wohnt.
- Während seiner Zeit in Frankfurt komponiert Telemann neben den Kantaten Oratorien, Orchester- und Kammermusik, von der ein Großteil veröffentlicht wird, sowie Musik für politische Festakte und Hochzeitsserenaden. Allerdings findet er keine Gelegenheit, Opern zu veröffentlichen, wenngleich er weiterhin für die Leipziger Oper schreibt.

### Antonio Vivaldi
- Antonio Vivaldi ist musikalischer Leiter (maestro de’ concerti) des Orchesters des Ospedale della Pietà (eines von vier Heimen in Venedig für Waisenmädchen). Das Orchester erlangt bald einen für die damalige Zeit legendären Ruf und lockt zahlreiche Italienreisende an.

### Weitere biografische Ereignisse
- Als der Sohn des Kurfürsten August des Starken und spätere Kurfürst Friedrich August von Sachsen anlässlich seiner Grand Tour in Venedig weilt und dort die Musik von Antonio Lotti hört, nimmt er Verhandlungen mit ihm und dessen Frau Santa Stella auf, um sie an den Hof nach Dresden zu berufen, wo er die Absicht hat, eine italienische Oper zu gründen. Lotti und seine Frau zusammen erhalten eine Gage von 9975 Talern. Damit sind sie ähnlich hoch bezahlt wie später Primadonna Faustina Bordoni und ihr Mann Johann Adolph Hasse als Sächsischer Hofkapellmeister. Sein Debüt in Dresden gibt Lotti am 25. Oktober mit der Oper Giove in Argo.
- Johann Georg Pisendel ist in Italien und verbringt in Venedig auf Kosten seines Fürsten ein Jahr bei Antonio Vivaldi, mit dem ihn bald eine herzliche Freundschaft verbindet. Vivaldi wird ihm vier Sonaten, fünf Konzerte und eine Sinfonia widmen. Diese entstehen vermutlich zwischen 1717 und 1720 und tragen die Widmung „fatte p. Mr. Pisendel“.
- Ab 2017 ist der italienische Kastrat Senesino am Dresdner Hof angestellt.
- Der deutsche Komponist und Organist Johann Gotthilf Ziegler heiratet am 4. Mai Anna Elisabeth Krüger. Aus der Ehe werden fünf Kinder hervorgehen, darunter die Tochter Johanna Charlotte Ziegler (1725–1782), die als anakreontische Dichterin hervor tritt.
- Domenico Zipoli beginnt im April gemeinsam mit 52 anderen Jesuitenmissionaren seine Reise nach Südamerika, wo er drei Monate später ankommt und sich bei Córdoba niederlässt. Neben der Fortführung seines Theologie- und Philosophiestudiums widmet er sich auch weiterhin der Musik. Seine Kompositionen werden unter den Missionsmitgliedern große Berühmtheit erlangen. Zeitgenössische Kopien finden sich in vielen Bibliotheken Lateinamerikas.
- Der Kastrat Gaetano Berenstadt besucht erstmals London, wo er in der Wiederaufnahme von Georg Friedrich Händels Oper Rinaldo die ursprünglich für den Bass Giuseppe Maria Boschi geschriebene Rolle des bösen Argante übernimmt. Berenstadt singt in der Folge auch in Pyrrhus and Dimetrius (Uraufführung am 2. Februar), in Francesco Mancinis Vincislao, re di Polonia (Wiederaufnahme der Uraufführung in Neapel 1714 am 14. März) und in der Uraufführung von Attilio Ariostis Tito Manlio am 4. April.

### Eröffnungen
- 26. Dezember: Genau acht Monate nach Baubeginn findet im neu errichteten Teatro Regio Ducale in Mailand die erste Vorstellung statt, eine Aufführung des Stücks Costantino von Francesco Gasparini.

### Uraufführungen

#### Bühnenwerke

##### Oper
- 00. Februar: Das Singspiel in fünf Akten Die durch Verstellung und Großmuth über die Grausamkeit siegende Liebe oder Julia von Reinhard Keiser auf das Libretto von Johann Joachim Hoë wird erstmals am Theater am Gänsemarkt in Hamburg aufgeführt.
- 04. April: Die Oper Tito Manlio von Attilio Ariosti (das Libretto stammt evtl. von Nicola Francesco Haym) hat ihre Uraufführung am King’s Theatre in London.

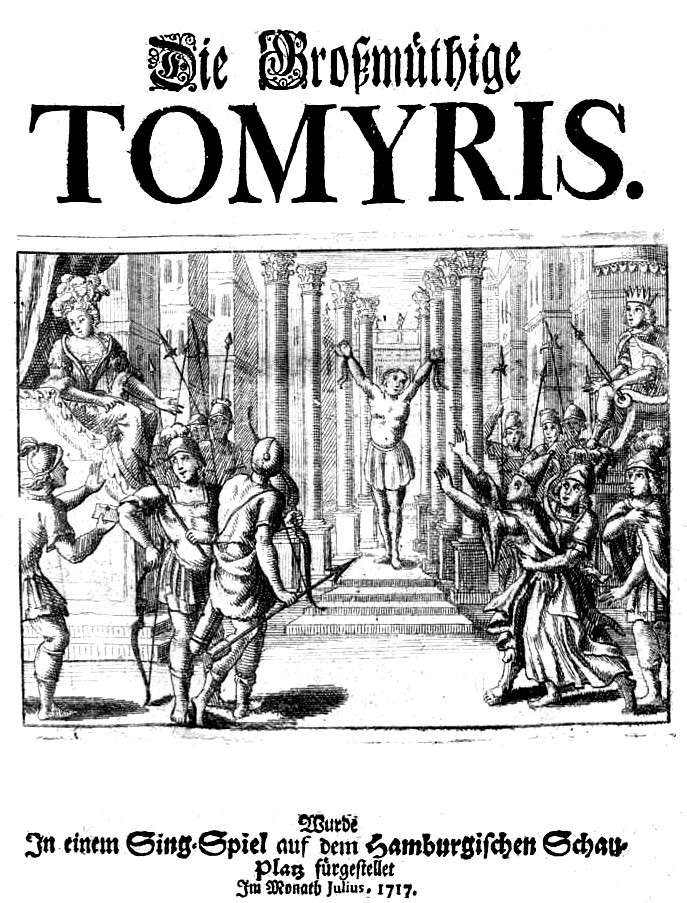
Reinhard Keiser – Die großmütige Tomyris – Titelseite des Librettos

- 00. Juli: Das Singspiel in drei Akten Die großmütige Tomyris von Reinhard Keiser wird am Theater am Gänsemarkt in Hamburg uraufgeführt. Das Libretto stammt von Johann Joachim Hoë nach dem italienischen Libretto L'amor di figlio non conosciuto von Domenico Lalli.
- 25. Oktober: Die Oper Giove in Argo von Antonio Lotti auf das Libretto von Antonio Maria Lucchini wird in Dresden uraufgeführt.
- 04. November: Die Uraufführung der Oper Der die Festung Siebenbürgisch-Weißenburg erobernde und über die Dacier triumphirende Kayser Trajanus von Reinhard Keiser erfolgt am Theater am Gänsemarkt in Hamburg. Auch hier stammt das Libretto von Johann Joachim Hoë.
- 11. Dezember: Das Dramma per musica Lucio Papirio von Francesco Feo und Giuseppe Maria Orlandini auf das Libretto von Antonio Salvi wird in Neapel uraufgeführt.
- 28. Dezember: Auch das Singspiel in drei Akten Das bey seiner Ruh und Gebuhrt eines Printzen Frolockende Lycien unter der Regierung des Königs Jobates und Bellerophon von Reinhard Keiser auf das Libretto von Johann Joachim Hoë wird am Theater am Gänsemarkt in Hamburg uraufgeführt.
- Antonio Maria Bononcini – La conquista del vello d’oro

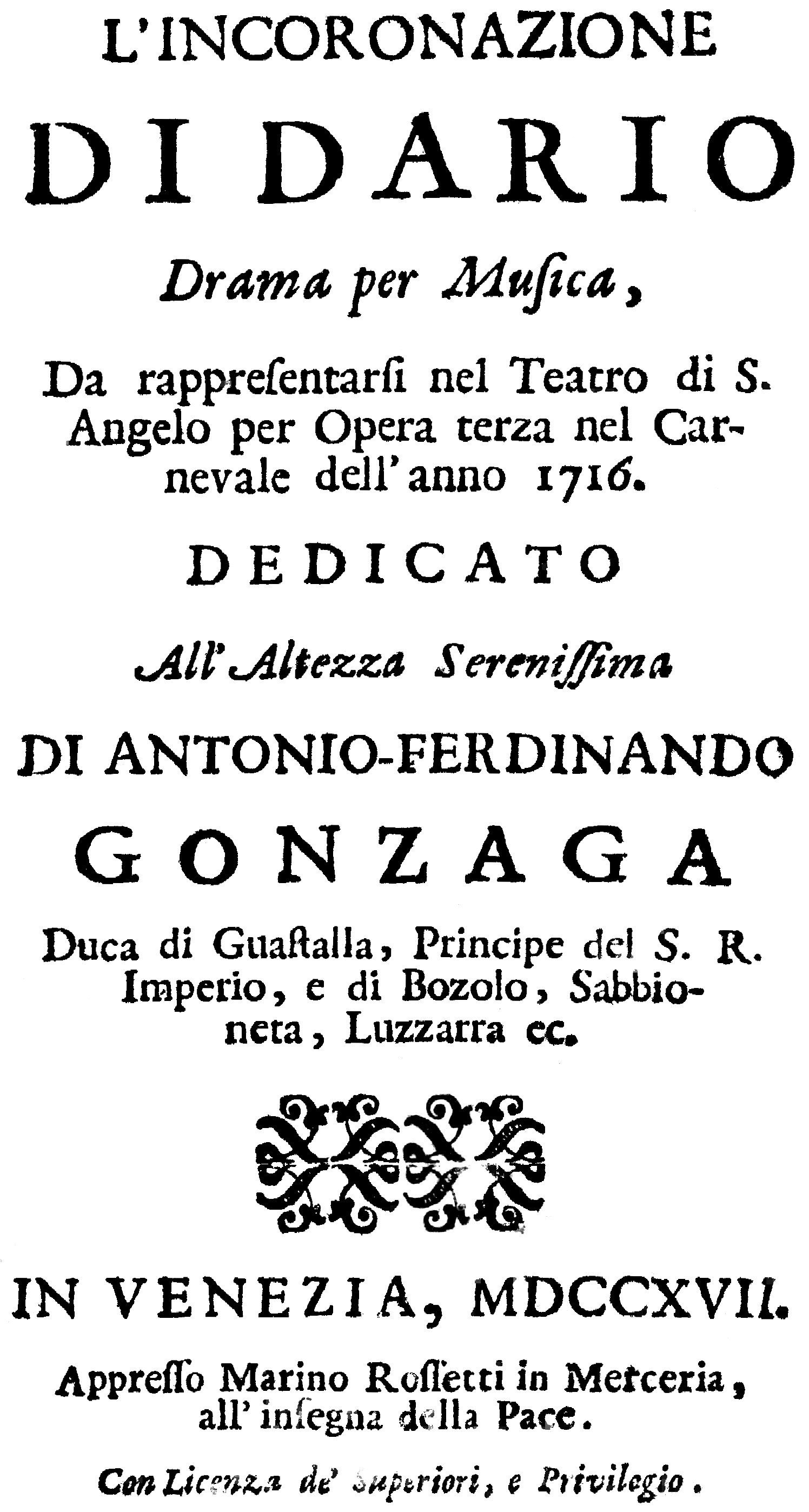
Antonio Vivaldi – L’incoronazione di Dario – Titelseite des Librettos

- Antonio Vivaldi
  - Penelope la Casta
  - L’incoronazione di Dario

### Instrumentalmusik

#### Orchestermusik
- Giuseppe Matteo Alberti – VI Concerti a 5 stromenti, Amsterdam (um 1717), darin: Concerto für drei Violinen, Viola und B. c.
- Willem de Fesch – op. 2: Mehrere Concerti und Concerti grossi (Roger/Amsterdam)
- Georg Friedrich Händel[1] – Wassermusik (Water Musick, HWV 348, 349 und 350)
- Antonio Vivaldi – 12 Violin- und Oboenkonzerte op. 7

#### Kammermusik
- Tomaso Albinoni – Sonate a violino solo e basso continuo (Amsterdam, ungefähr 1717)
- Marin Marais – Pièces à une et à trois violes, 4. Buch (Paris 1717; Stücke für 1 und 3 Solo-Gamben mit b.c.)
- Johann Mattheson – Der brauchbare Virtuoso. Zwölf Sonaten für Violine oder Traversflöte und Basso continuo (Druck Hamburg 1720)

- Pierre Danican Philidor

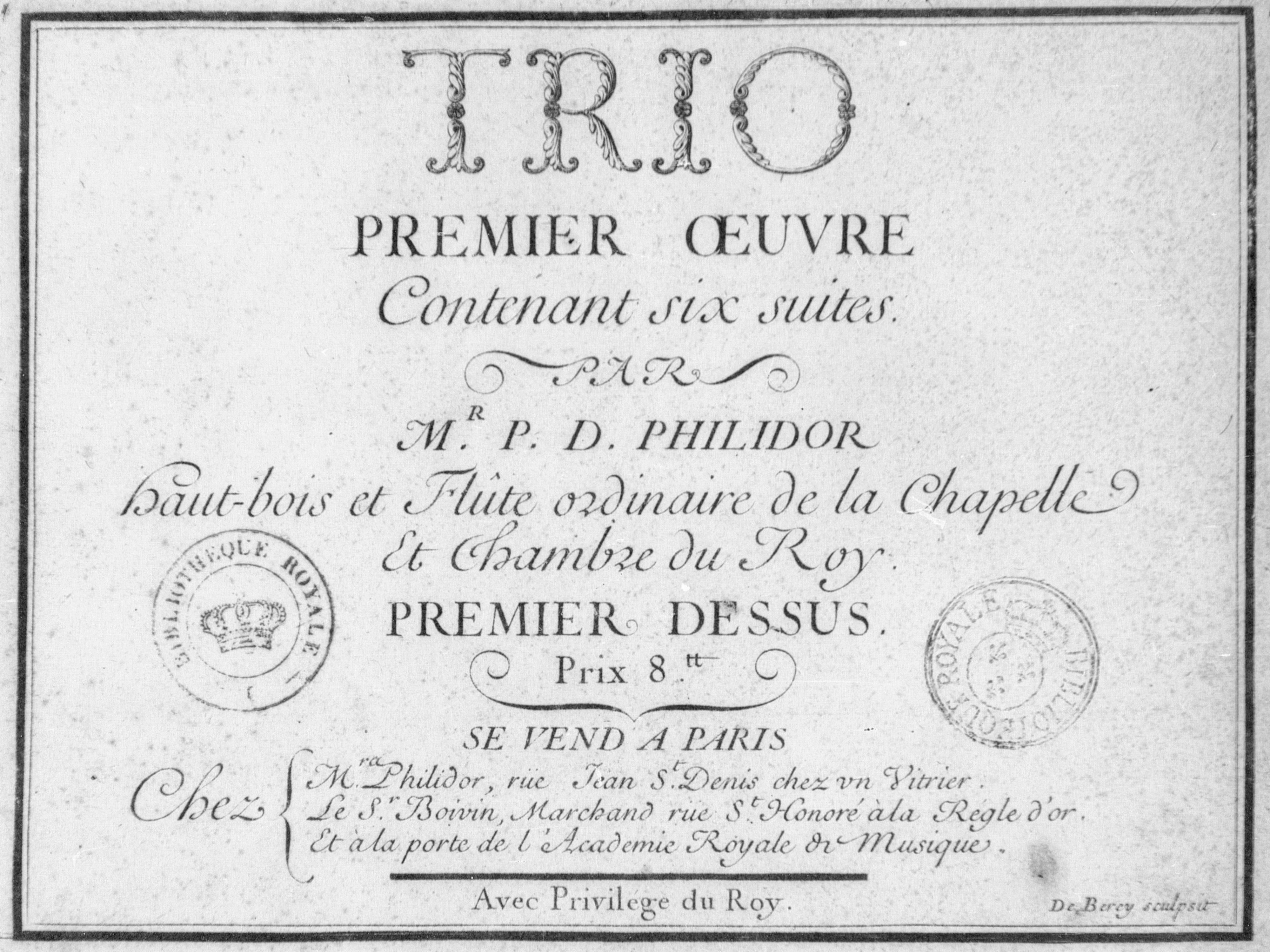
Deckblatt der Triosonatensammlung von Pierre Danican Philidor, Paris, 1717

  - 3 Suites à deux flûtes traversières seules avec 3 autres suites dessus et basses pour les hautbois, flûtes et violons.
  - Trio, premier œuvre, contenant six suites.

#### Violine solo
- Johann Georg Pisendel – Sonate für Violine solo ohne Bass in a-moll (Jung IV/2)

#### Tastenmusik
- François Couperin – Pièces de clavecin, 2. Buch (1716/1717) (Cembalo)

### Vokalmusik

#### Geistlich
- Georg Friedrich Händel[1] – Chandos Te Deum in B-Dur (HWV 281, komponiert 1717–1718, Uraufführung in der St. Lawrence’s Church, Cannons)
- Johann Gotthilf Ziegler – Kantate Christi Glieder, Christi Brüder

#### Weltlich
- Benedetto Marcello – Canzoni madrigalesche et arie per camera, op. 4 für 2–4 Stimmen (Bologna)

### Choreografien
- John Weaver – The Loves of Mars and Venus (unbekannter Komponist)

### Lehrwerke
- Johann Mattheson – Das beschützte Orchestre (Hamburg)
- Alessandro Scarlatti – Discorso sopra un caso particolare di arte

### Instrumentenbau
- Gottfried Silbermann

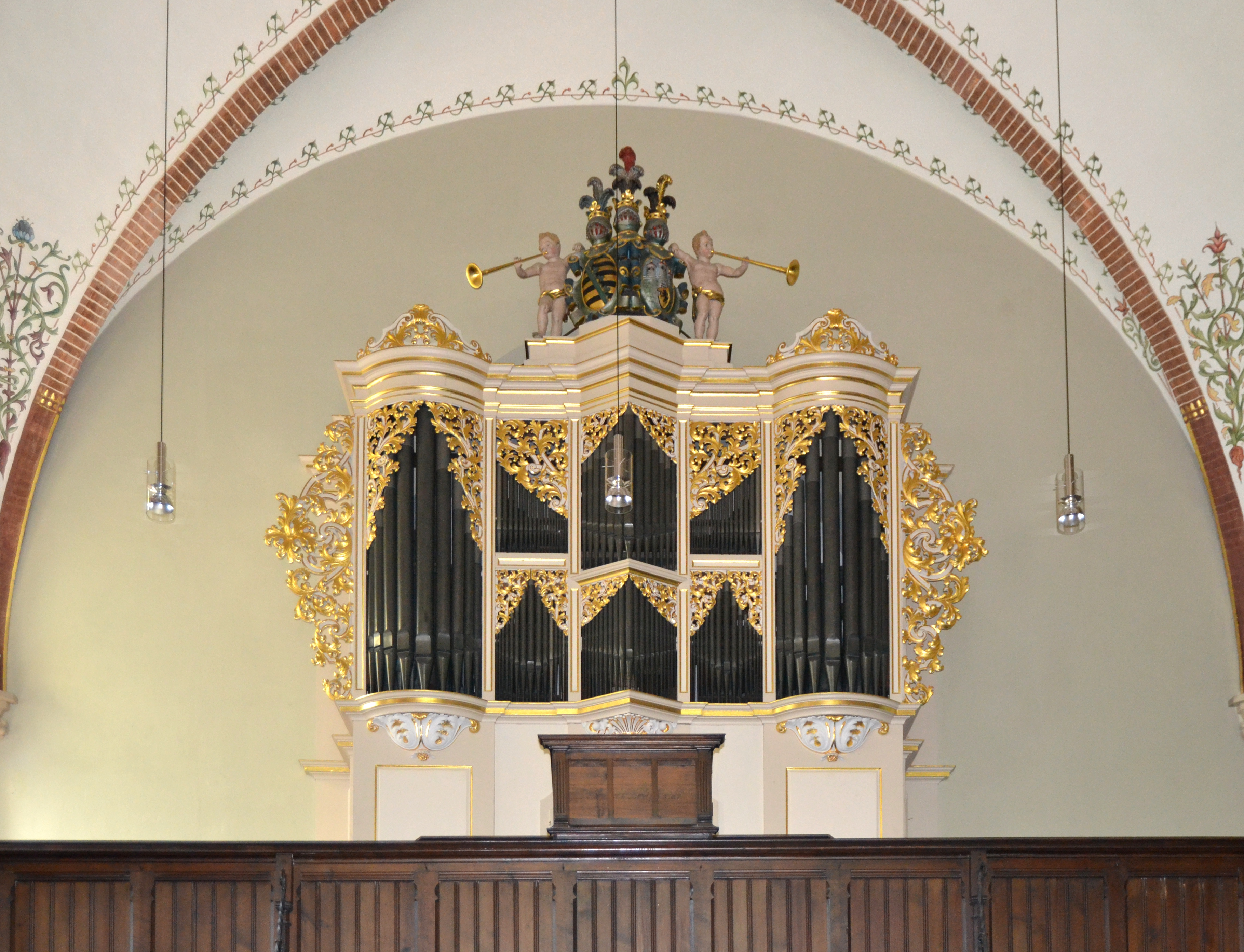
Orgel von Gottfried Silbermann in der Jakobikirche in Freiberg

  - beendet den Bau der Orgel für die Jakobikirche in Freiberg und
  - beginnt mit der Fertigung der Orgel für die St.-Georgs-Kirche in Großkmehlen.
- Antonio Stradivari
  - stellt die Violinen Wieniawski, Kochanski, Sasserno, Piatti und Cariel her sowie
  - die Violoncelli Bonamy Dobree-Suggia und Amaryllis Fleming.

## Geboren

### Geburtsdatum gesichert
- 02. Januar: Michael Angstenberger, österreichischer Kirchenliedkomponist († 1789)
- 04. Januar: Antonio Maria Mazzoni, italienischer Komponist und Sänger († 1785)
- 27. Januar: Marianne Pirker, deutsche Kammersängerin und Sopranistin († 1782)
- 09. April: Matthias Georg Monn, österreichischer Komponist, Organist und Musikpädagoge († 1750)
- 27. April: Giacomo Durazzo, italienischer Diplomat, Theaterintendant und Kunstmäzen († 1794)
- 10. Juni: Johann Christoph Fischer, deutscher Komponist, Musikdirektor und Notenkopist († 1769)
- vermutlich 17. Juni: Johann Stamitz, böhmischer Violinist, Kapellmeister und Komponist († 1757)
- 25. Juni: Johannes Ringk, deutscher Komponist und Organist († 1778)
- 04. August: Valentin Hochleitner, altösterreichischer Orgelbauer († 1797)
- 21. Oktober: Esther Grünbeck, deutsche Dichterin, Mitglied der Herrnhuter Brüdergemeine († 1796)
- 01. Dezember: Grigori Nikolajewitsch Teplow, russischer Komponist († 1779)

### Genaues Geburtsdatum unbekannt
- Henrik Filip Johnsen, schwedischer Komponist († 1779)

## Gestorben

### Todesdatum gesichert
- 00. Februar: Georg Christoph Stertzing, deutscher Orgelbauer (* 1660)
- 3. oder 13. April: Christian Friedrich Witt, deutscher Kirchenmusiker und Komponist (* um 1666)
- 15. Mai: Georg Christian Lehms, deutscher Dichter und Librettist (* 1684)
- 15. Mai: Gottfried Richter, deutscher Orgelbauer (* 1640)
- 21. Mai: David Töpfer, Kantor der Dresdner Hofkapelle (* 1639)
- 29. Mai: Tobias Dressel, sächsischer Orgelbauer (* 1635)
- 14. September: Johann Balthasar Beyschlag, deutscher evangelischer Theologe und Kirchenliedkomponist (* 1669)
- 13. Oktober: Wolfgang Caspar Printz, deutscher Komponist, Musikschriftsteller und Romanautor (* 1641)
- 02. November: Johann Jakob Walther, deutscher Violinist und Komponist (* 1650)
- 1. oder 2. Dezember: Daniel Merck, deutscher Violinist und Komponist (* 1657)

### Genaues Todesdatum unbekannt
- Abraham van Aardenberg, niederländischer Holzblasinstrumentenmacher (* 1672)
- Goffredo Cappa, italienischer Geigenbauer (* 1644)
- Nicola Cosimi, italienischer Violinist und Komponist des Barock (* 1667)
- Friedrich Erhard Niedt, deutscher Jurist, Musiktheoretiker und Komponist (* 1674)
- Philippe Rebille Philbert, französischer Flötist (* 1639)
- Daniel Purcell, englischer Komponist (* um 1664)

### Gestorben um 1717
- Domenico Cecchi, italienischer Opernsänger und Kastrat (* um 1650–1655)